# Gösta Dahlgren
Gösta Dahlgren, född 1 april 1944, kom till Sveriges Radio i Umeå 1972. Han har medverkat i en rad program i både radio och TV. Mest känd är han som radiopratare i Radio Västerbotten och skapade där programmet Prassel i påsen? Han födde också idén med "Radiokontakten" som riktade sig till lyssnare med behov av till exempel tändkulemotorer, kaffekoppar i nedlagda serviser och reservdelar till allt möjligt som de fick efterlysa i radio.
Gösta började sin etermediabana som ljudtekniker på Sveriges Radio i Stockholm, och arbetade som ljudtekniker många år innan han gled över till ett radioskapande som var respektlöst mot mediet men respektfullt mot lyssnare och medverkande. 
Efter många års programledarskap har han mest arbetat med utbildning och utveckling inom bland annat ljudteknik. De senaste projekten har handlat om Sveriges Radios ljudsystem som är gemensamt för alla enheter i Stockholm och alla lokala kanaler landet runt.
Gösta Dahlgren gick i pension med sista arbetsdagen 31 mars 2011 då han avtackades på SR Västerbotten.